# Ptilidiaceae
Ptilidium es un género de hepáticas, y el único género en la familia Ptilidiaceae. Contiene solo tres especies: Ptilidium californicum, Ptilidium ciliare, y Ptilidium pulcherrimum. El género se distribuye por toda la región ártica y subártica, con poblaciones separadas en Nueva Zelanda y Tierra del Fuego. El análisis molecular sugiere que el género tiene pocos parientes cercanos y se separaron temprano de otras hojas hepáticas en su evolución.

## Descripción
El nombre del género proviene de la palabra griega ptilidion de "pequeña pluma", en referencia a la multiplicación de las hojas profundamente divididas con flecos, que dan a la planta un aspecto "plumoso". A diferencia de otros hepáticas de hoja , las hojas inferiores no son significativamente más pequeñas que las hojas laterales. El aspecto "sedoso" de los bordes de la hoja, junto con el color marrón amarillento o rojizo-marrón característico del género las hacen fácil de reconocer.
Al igual que Ptilidium, Blepharostoma y Trichocolea tienen divididas profundamente las hojas con cilios marginales, sin embargo Ptilidium difiere de estos otros dos géneros en que las células de sus hojas tienen abultamiento trígonos (engrosamientos en las esquinas entre las paredes celulares ).
Las plantas crecen en matas densas, con tallos que crecen, bien postrados o ascendentes. Los tallos individuales son una o dos veces pinnados , rara vez con ramas y sólo unos pocos cortos rizoides. Las hojas son incubous y divididas profundamente en cuatro y cincuenta y siete porciones, y los bordes de las divisiones de las hojas son flecos con los cilios. Las hojas inferiores son similares a las hojas laterales, pero ligeramente más pequeñas. Todas las especies son dioicas, produciendo anteridios y arquegonios en plantas separadas. Los arquegonios son terminales en un tallo principal. Los esporófitos maduros se desarrollan a partir de un gran perianto con tres dobleces distales.

## Filogenia
|  | Ptilidium                                                          |
|  |                                                                    |
|  | \| \| Neotrichocolea \| \| \| \| \| \| Trichocoleopsis \| \| \| \| |
|  |                                                                    |
|  | Neotrichocolea                                                     |
|  |                                                                    |
|  | Trichocoleopsis                                                    |
|  |                                                                    |

|  | Neotrichocolea  |
|  |                 |
|  | Trichocoleopsis |
|  |                 |

|  | Ptilidium                                                          |
|  |                                                                    |
|  | \| \| Neotrichocolea \| \| \| \| \| \| Trichocoleopsis \| \| \| \| |
|  |                                                                    |
|  | Neotrichocolea                                                     |
|  |                                                                    |
|  | Trichocoleopsis                                                    |
|  |                                                                    |

|  | Neotrichocolea  |
|  |                 |
|  | Trichocoleopsis |
|  |                 |

|  | Ptilidium                                                          |
|  |                                                                    |
|  | \| \| Neotrichocolea \| \| \| \| \| \| Trichocoleopsis \| \| \| \| |
|  |                                                                    |
|  | Neotrichocolea                                                     |
|  |                                                                    |
|  | Trichocoleopsis                                                    |
|  |                                                                    |

|  | Neotrichocolea  |
|  |                 |
|  | Trichocoleopsis |
|  |                 |

|  | Ptilidium                                                          |
|  |                                                                    |
|  | \| \| Neotrichocolea \| \| \| \| \| \| Trichocoleopsis \| \| \| \| |
|  |                                                                    |
|  | Neotrichocolea                                                     |
|  |                                                                    |
|  | Trichocoleopsis                                                    |
|  |                                                                    |

|  | Neotrichocolea  |
|  |                 |
|  | Trichocoleopsis |
|  |                 |

|  | Ptilidium                                                          |
|  |                                                                    |
|  | \| \| Neotrichocolea \| \| \| \| \| \| Trichocoleopsis \| \| \| \| |
|  |                                                                    |
|  | Neotrichocolea                                                     |
|  |                                                                    |
|  | Trichocoleopsis                                                    |
|  |                                                                    |

|  | Neotrichocolea  |
|  |                 |
|  | Trichocoleopsis |
|  |                 |

|  | Ptilidium                                                          |
|  |                                                                    |
|  | \| \| Neotrichocolea \| \| \| \| \| \| Trichocoleopsis \| \| \| \| |
|  |                                                                    |
|  | Neotrichocolea                                                     |
|  |                                                                    |
|  | Trichocoleopsis                                                    |
|  |                                                                    |

|  | Neotrichocolea  |
|  |                 |
|  | Trichocoleopsis |
|  |                 |

|  | Ptilidium                                                          |
|  |                                                                    |
|  | \| \| Neotrichocolea \| \| \| \| \| \| Trichocoleopsis \| \| \| \| |
|  |                                                                    |
|  | Neotrichocolea                                                     |
|  |                                                                    |
|  | Trichocoleopsis                                                    |
|  |                                                                    |

|  | Neotrichocolea  |
|  |                 |
|  | Trichocoleopsis |
|  |                 |

|  | Ptilidium                                                          |
|  |                                                                    |
|  | \| \| Neotrichocolea \| \| \| \| \| \| Trichocoleopsis \| \| \| \| |
|  |                                                                    |
|  | Neotrichocolea                                                     |
|  |                                                                    |
|  | Trichocoleopsis                                                    |
|  |                                                                    |

|  | Neotrichocolea  |
|  |                 |
|  | Trichocoleopsis |
|  |                 |

|  | Pleurozia                                                    |
|  |                                                              |
|  | \| \| Metzgeriaceae \| \| \| \| \| \| Aneuraceae \| \| \| \| |
|  |                                                              |
|  | Metzgeriaceae                                                |
|  |                                                              |
|  | Aneuraceae                                                   |
|  |                                                              |

|  | Metzgeriaceae |
|  |               |
|  | Aneuraceae    |
|  |               |

|  | Pleurozia                                                    |
|  |                                                              |
|  | \| \| Metzgeriaceae \| \| \| \| \| \| Aneuraceae \| \| \| \| |
|  |                                                              |
|  | Metzgeriaceae                                                |
|  |                                                              |
|  | Aneuraceae                                                   |
|  |                                                              |

|  | Metzgeriaceae |
|  |               |
|  | Aneuraceae    |
|  |               |

|  | Ptilidium                                                          |
|  |                                                                    |
|  | \| \| Neotrichocolea \| \| \| \| \| \| Trichocoleopsis \| \| \| \| |
|  |                                                                    |
|  | Neotrichocolea                                                     |
|  |                                                                    |
|  | Trichocoleopsis                                                    |
|  |                                                                    |

|  | Neotrichocolea  |
|  |                 |
|  | Trichocoleopsis |
|  |                 |

|  | Ptilidium                                                          |
|  |                                                                    |
|  | \| \| Neotrichocolea \| \| \| \| \| \| Trichocoleopsis \| \| \| \| |
|  |                                                                    |
|  | Neotrichocolea                                                     |
|  |                                                                    |
|  | Trichocoleopsis                                                    |
|  |                                                                    |

|  | Neotrichocolea  |
|  |                 |
|  | Trichocoleopsis |
|  |                 |

|  | Ptilidium                                                          |
|  |                                                                    |
|  | \| \| Neotrichocolea \| \| \| \| \| \| Trichocoleopsis \| \| \| \| |
|  |                                                                    |
|  | Neotrichocolea                                                     |
|  |                                                                    |
|  | Trichocoleopsis                                                    |
|  |                                                                    |

|  | Neotrichocolea  |
|  |                 |
|  | Trichocoleopsis |
|  |                 |

|  | Ptilidium                                                          |
|  |                                                                    |
|  | \| \| Neotrichocolea \| \| \| \| \| \| Trichocoleopsis \| \| \| \| |
|  |                                                                    |
|  | Neotrichocolea                                                     |
|  |                                                                    |
|  | Trichocoleopsis                                                    |
|  |                                                                    |

|  | Neotrichocolea  |
|  |                 |
|  | Trichocoleopsis |
|  |                 |

|  | Ptilidium                                                          |
|  |                                                                    |
|  | \| \| Neotrichocolea \| \| \| \| \| \| Trichocoleopsis \| \| \| \| |
|  |                                                                    |
|  | Neotrichocolea                                                     |
|  |                                                                    |
|  | Trichocoleopsis                                                    |
|  |                                                                    |

|  | Neotrichocolea  |
|  |                 |
|  | Trichocoleopsis |
|  |                 |

|  | Ptilidium                                                          |
|  |                                                                    |
|  | \| \| Neotrichocolea \| \| \| \| \| \| Trichocoleopsis \| \| \| \| |
|  |                                                                    |
|  | Neotrichocolea                                                     |
|  |                                                                    |
|  | Trichocoleopsis                                                    |
|  |                                                                    |

|  | Neotrichocolea  |
|  |                 |
|  | Trichocoleopsis |
|  |                 |

|  | Ptilidium                                                          |
|  |                                                                    |
|  | \| \| Neotrichocolea \| \| \| \| \| \| Trichocoleopsis \| \| \| \| |
|  |                                                                    |
|  | Neotrichocolea                                                     |
|  |                                                                    |
|  | Trichocoleopsis                                                    |
|  |                                                                    |

|  | Neotrichocolea  |
|  |                 |
|  | Trichocoleopsis |
|  |                 |

|  | Ptilidium                                                          |
|  |                                                                    |
|  | \| \| Neotrichocolea \| \| \| \| \| \| Trichocoleopsis \| \| \| \| |
|  |                                                                    |
|  | Neotrichocolea                                                     |
|  |                                                                    |
|  | Trichocoleopsis                                                    |
|  |                                                                    |

|  | Neotrichocolea  |
|  |                 |
|  | Trichocoleopsis |
|  |                 |

|  | Pleurozia                                                    |
|  |                                                              |
|  | \| \| Metzgeriaceae \| \| \| \| \| \| Aneuraceae \| \| \| \| |
|  |                                                              |
|  | Metzgeriaceae                                                |
|  |                                                              |
|  | Aneuraceae                                                   |
|  |                                                              |

|  | Metzgeriaceae |
|  |               |
|  | Aneuraceae    |
|  |               |

|  | Pleurozia                                                    |
|  |                                                              |
|  | \| \| Metzgeriaceae \| \| \| \| \| \| Aneuraceae \| \| \| \| |
|  |                                                              |
|  | Metzgeriaceae                                                |
|  |                                                              |
|  | Aneuraceae                                                   |
|  |                                                              |

|  | Metzgeriaceae |
|  |               |
|  | Aneuraceae    |
|  |               |

|  | Ptilidium                                                          |
|  |                                                                    |
|  | \| \| Neotrichocolea \| \| \| \| \| \| Trichocoleopsis \| \| \| \| |
|  |                                                                    |
|  | Neotrichocolea                                                     |
|  |                                                                    |
|  | Trichocoleopsis                                                    |
|  |                                                                    |

|  | Neotrichocolea  |
|  |                 |
|  | Trichocoleopsis |
|  |                 |

|  | Ptilidium                                                          |
|  |                                                                    |
|  | \| \| Neotrichocolea \| \| \| \| \| \| Trichocoleopsis \| \| \| \| |
|  |                                                                    |
|  | Neotrichocolea                                                     |
|  |                                                                    |
|  | Trichocoleopsis                                                    |
|  |                                                                    |

|  | Neotrichocolea  |
|  |                 |
|  | Trichocoleopsis |
|  |                 |

|  | Ptilidium                                                          |
|  |                                                                    |
|  | \| \| Neotrichocolea \| \| \| \| \| \| Trichocoleopsis \| \| \| \| |
|  |                                                                    |
|  | Neotrichocolea                                                     |
|  |                                                                    |
|  | Trichocoleopsis                                                    |
|  |                                                                    |

|  | Neotrichocolea  |
|  |                 |
|  | Trichocoleopsis |
|  |                 |

|  | Ptilidium                                                          |
|  |                                                                    |
|  | \| \| Neotrichocolea \| \| \| \| \| \| Trichocoleopsis \| \| \| \| |
|  |                                                                    |
|  | Neotrichocolea                                                     |
|  |                                                                    |
|  | Trichocoleopsis                                                    |
|  |                                                                    |

|  | Neotrichocolea  |
|  |                 |
|  | Trichocoleopsis |
|  |                 |

|  | Ptilidium                                                          |
|  |                                                                    |
|  | \| \| Neotrichocolea \| \| \| \| \| \| Trichocoleopsis \| \| \| \| |
|  |                                                                    |
|  | Neotrichocolea                                                     |
|  |                                                                    |
|  | Trichocoleopsis                                                    |
|  |                                                                    |

|  | Neotrichocolea  |
|  |                 |
|  | Trichocoleopsis |
|  |                 |

|  | Ptilidium                                                          |
|  |                                                                    |
|  | \| \| Neotrichocolea \| \| \| \| \| \| Trichocoleopsis \| \| \| \| |
|  |                                                                    |
|  | Neotrichocolea                                                     |
|  |                                                                    |
|  | Trichocoleopsis                                                    |
|  |                                                                    |

|  | Neotrichocolea  |
|  |                 |
|  | Trichocoleopsis |
|  |                 |

|  | Ptilidium                                                          |
|  |                                                                    |
|  | \| \| Neotrichocolea \| \| \| \| \| \| Trichocoleopsis \| \| \| \| |
|  |                                                                    |
|  | Neotrichocolea                                                     |
|  |                                                                    |
|  | Trichocoleopsis                                                    |
|  |                                                                    |

|  | Neotrichocolea  |
|  |                 |
|  | Trichocoleopsis |
|  |                 |

|  | Ptilidium                                                          |
|  |                                                                    |
|  | \| \| Neotrichocolea \| \| \| \| \| \| Trichocoleopsis \| \| \| \| |
|  |                                                                    |
|  | Neotrichocolea                                                     |
|  |                                                                    |
|  | Trichocoleopsis                                                    |
|  |                                                                    |

|  | Neotrichocolea  |
|  |                 |
|  | Trichocoleopsis |
|  |                 |

|  | Pleurozia                                                    |
|  |                                                              |
|  | \| \| Metzgeriaceae \| \| \| \| \| \| Aneuraceae \| \| \| \| |
|  |                                                              |
|  | Metzgeriaceae                                                |
|  |                                                              |
|  | Aneuraceae                                                   |
|  |                                                              |

|  | Metzgeriaceae |
|  |               |
|  | Aneuraceae    |
|  |               |

|  | Pleurozia                                                    |
|  |                                                              |
|  | \| \| Metzgeriaceae \| \| \| \| \| \| Aneuraceae \| \| \| \| |
|  |                                                              |
|  | Metzgeriaceae                                                |
|  |                                                              |
|  | Aneuraceae                                                   |
|  |                                                              |

|  | Metzgeriaceae |
|  |               |
|  | Aneuraceae    |
|  |               |

|  | Ptilidium                                                          |
|  |                                                                    |
|  | \| \| Neotrichocolea \| \| \| \| \| \| Trichocoleopsis \| \| \| \| |
|  |                                                                    |
|  | Neotrichocolea                                                     |
|  |                                                                    |
|  | Trichocoleopsis                                                    |
|  |                                                                    |

|  | Neotrichocolea  |
|  |                 |
|  | Trichocoleopsis |
|  |                 |

|  | Ptilidium                                                          |
|  |                                                                    |
|  | \| \| Neotrichocolea \| \| \| \| \| \| Trichocoleopsis \| \| \| \| |
|  |                                                                    |
|  | Neotrichocolea                                                     |
|  |                                                                    |
|  | Trichocoleopsis                                                    |
|  |                                                                    |

|  | Neotrichocolea  |
|  |                 |
|  | Trichocoleopsis |
|  |                 |

|  | Ptilidium                                                          |
|  |                                                                    |
|  | \| \| Neotrichocolea \| \| \| \| \| \| Trichocoleopsis \| \| \| \| |
|  |                                                                    |
|  | Neotrichocolea                                                     |
|  |                                                                    |
|  | Trichocoleopsis                                                    |
|  |                                                                    |

|  | Neotrichocolea  |
|  |                 |
|  | Trichocoleopsis |
|  |                 |

|  | Ptilidium                                                          |
|  |                                                                    |
|  | \| \| Neotrichocolea \| \| \| \| \| \| Trichocoleopsis \| \| \| \| |
|  |                                                                    |
|  | Neotrichocolea                                                     |
|  |                                                                    |
|  | Trichocoleopsis                                                    |
|  |                                                                    |

|  | Neotrichocolea  |
|  |                 |
|  | Trichocoleopsis |
|  |                 |

|  | Ptilidium                                                          |
|  |                                                                    |
|  | \| \| Neotrichocolea \| \| \| \| \| \| Trichocoleopsis \| \| \| \| |
|  |                                                                    |
|  | Neotrichocolea                                                     |
|  |                                                                    |
|  | Trichocoleopsis                                                    |
|  |                                                                    |

|  | Neotrichocolea  |
|  |                 |
|  | Trichocoleopsis |
|  |                 |

|  | Ptilidium                                                          |
|  |                                                                    |
|  | \| \| Neotrichocolea \| \| \| \| \| \| Trichocoleopsis \| \| \| \| |
|  |                                                                    |
|  | Neotrichocolea                                                     |
|  |                                                                    |
|  | Trichocoleopsis                                                    |
|  |                                                                    |

|  | Neotrichocolea  |
|  |                 |
|  | Trichocoleopsis |
|  |                 |

|  | Ptilidium                                                          |
|  |                                                                    |
|  | \| \| Neotrichocolea \| \| \| \| \| \| Trichocoleopsis \| \| \| \| |
|  |                                                                    |
|  | Neotrichocolea                                                     |
|  |                                                                    |
|  | Trichocoleopsis                                                    |
|  |                                                                    |

|  | Neotrichocolea  |
|  |                 |
|  | Trichocoleopsis |
|  |                 |

|  | Ptilidium                                                          |
|  |                                                                    |
|  | \| \| Neotrichocolea \| \| \| \| \| \| Trichocoleopsis \| \| \| \| |
|  |                                                                    |
|  | Neotrichocolea                                                     |
|  |                                                                    |
|  | Trichocoleopsis                                                    |
|  |                                                                    |

|  | Neotrichocolea  |
|  |                 |
|  | Trichocoleopsis |
|  |                 |

|  | Pleurozia                                                    |
|  |                                                              |
|  | \| \| Metzgeriaceae \| \| \| \| \| \| Aneuraceae \| \| \| \| |
|  |                                                              |
|  | Metzgeriaceae                                                |
|  |                                                              |
|  | Aneuraceae                                                   |
|  |                                                              |

|  | Metzgeriaceae |
|  |               |
|  | Aneuraceae    |
|  |               |

|  | Pleurozia                                                    |
|  |                                                              |
|  | \| \| Metzgeriaceae \| \| \| \| \| \| Aneuraceae \| \| \| \| |
|  |                                                              |
|  | Metzgeriaceae                                                |
|  |                                                              |
|  | Aneuraceae                                                   |
|  |                                                              |

|  | Metzgeriaceae |
|  |               |
|  | Aneuraceae    |
|  |               |

El diagrama de la izquierda resume una parte de un análisis cladísticos de las hepáticas de 2006 sobre la base de tres genes de los cloroplastos, un gen nuclear, y un gen mitocondrial. El género Trichocoleopsis no se incluyó en el análisis original, más amplio, pero es la hermana taxón de Neotrichocolea de acuerdo con un estudio más estrecho centrado la utilización de seis genes de los cloroplastos, dos genes nucleares, y un gen mitocondrial.
El género Ptilidium es hermano del clado Trichocoleopsis - Neotrichocolea. Este clado combinado, a su vez, se une a la base de un gran clado (2600 especies) designado "frondosa II". Este clado, junto con "Frondosa I" (otros 1.800 especies) y Pleurozia constituyen el orden Jungermanniales, como tradicionalmente se define. Ptilidium , Neotrichocolea y Trichocoleopsis así se sientan en la base de los Jungermanniales, en un punto donde los dos grandes grupos de hepáticas divergen el uno del otro.

## Taxonomía
Ptilidiaceae fue descrita por Hugo Erich Meyer von Klinggräff y publicado en Die Höheren Cryptogamen Preussens 37. 1858.